# Saint-Martin-en-Vercors
Pour les articles homonymes, voir Saint-Martin.
Saint-Martin-en-Vercors est une commune française située dans le département de la Drôme en région Auvergne-Rhône-Alpes.

## Géographie

### Situation et description
La commune, traversée par le 45e parallèle nord, est, de ce fait, située à égale distance du pôle Nord et de l'équateur terrestre (environ 5 000 km). D'aspect essentiellement rural dans un secteur de moyenne montagne, elle se positionne à 45 km de Grenoble, préfecture du département de l'Isère, et à 60 km de Valence, préfecture du département de la Drôme.

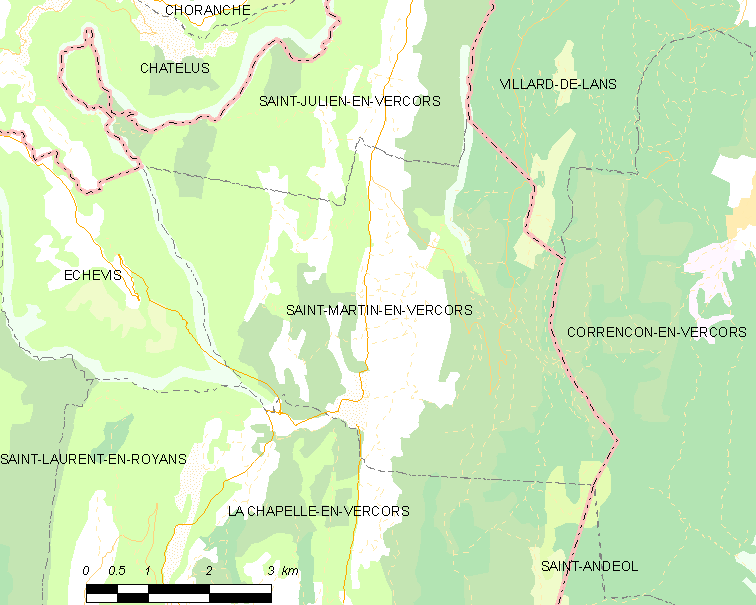
Plan du territoire de Saint-Martin-du-Vercors.
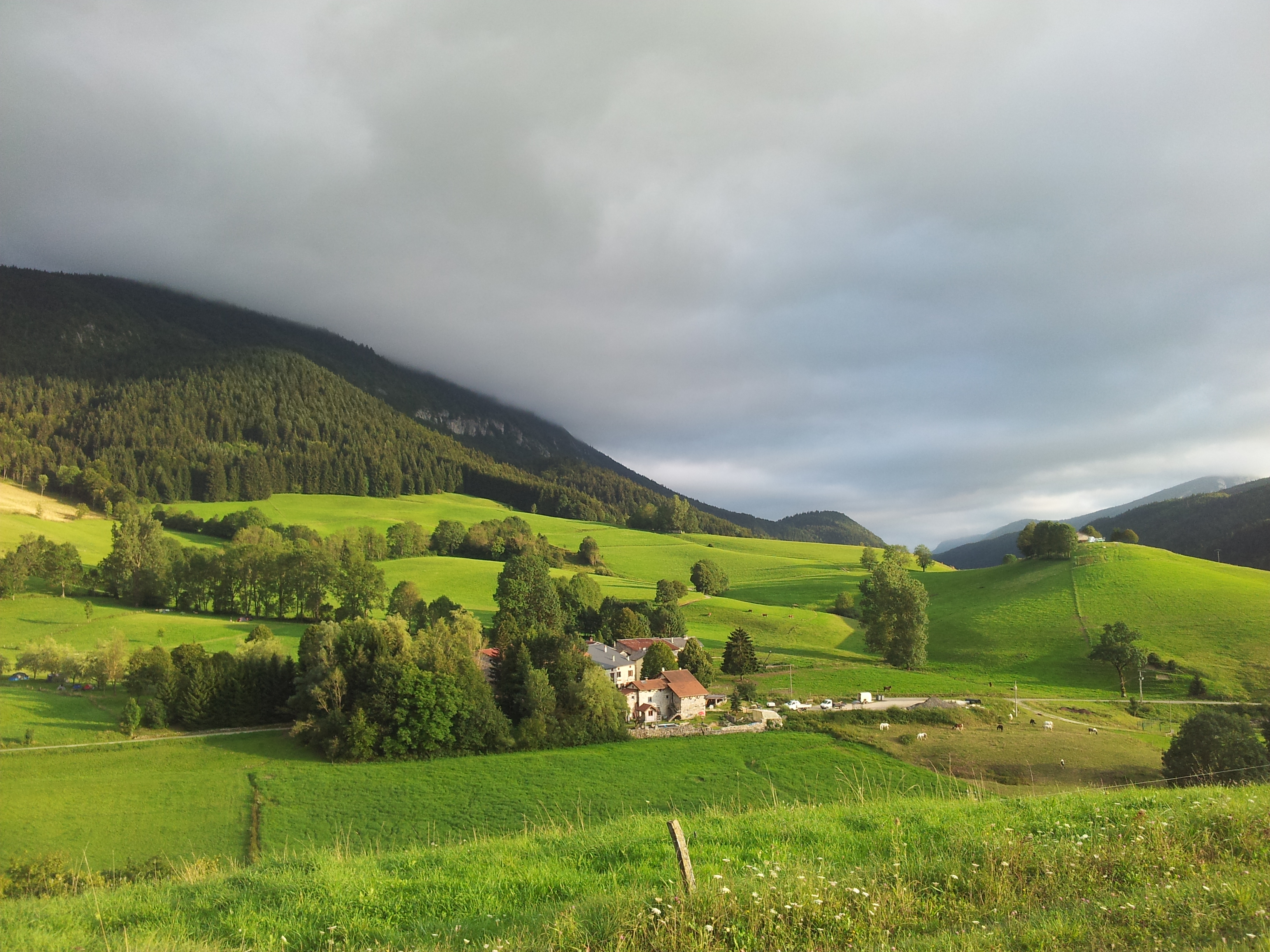
Paysage autour de Saint-Martin-en-Vercors.

### Relief et géologie
La commune est située dans le massif pré-alpin du Vercors.
Sites particuliers :
- Combe du Bun
- Gourjat (1 198 m)
- la Sambue (1 575 m)
- les Grands Goulets (tunnel)
- les Pins (1 216 m)
- Pas de l'Allier
- Pas de l'Âne
- Pas de Saint-Martin
- Roche Merlière
- Rochers de l'Allier
- Roche Rousse
- Vierge du Vercors (rocher, site classé[2]).

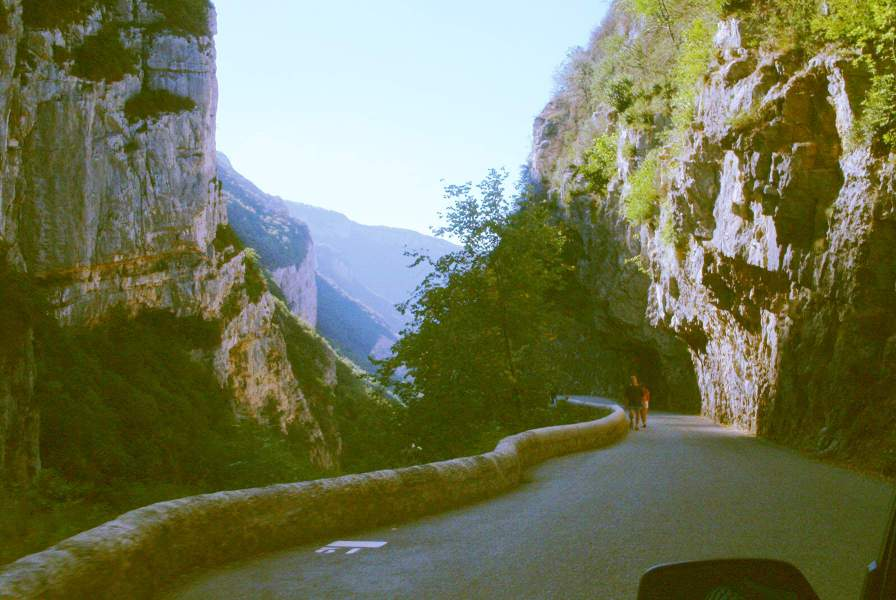
les Grands Goulets.

- La « reculée des Grands Goulets » est un site géologique de 1 645,95 hectares, parcouru par la Vernaison, qui se trouve sur les communes de Châtelus (au lieu-dit des Grands Goulets), La Chapelle-en-Vercors, Échevis, Sainte-Eulalie-en-Royans, Saint-Laurent-en-Royans, Saint-Martin-en-Vercors (dans la partie orientale du site) et Pont-en-Royans.

Cette reculée est née d'un phénomène d'érosion karstique régressive dont l'action est toujours en action, rendant ainsi le secteur dangereux, ce qui a nécessité la construction d'un tunnel pour dévier la circulation des véhicules.
En 2014, le site a été classé à l'« Inventaire du patrimoine géologique ».
- Le Pas de l'Âne (1 400 m) est ouvert dans une crête du Barrémien[2].

### Hydrographie
La commune est arrosée par les cours d'eau suivants :
- l'Adouin[1] est un ruisseau d'une longueur de 2,3 km[5].

En 1590, il est dénommé la rivière de Troutres (parcellaire). En 1891, l'Adouin traverse le hameau de Tourtres et se jette dans le Ban après un parcours de 1,7 km ; sa largeur moyenne est de six mètres, sa pente de 101,46 m, son débit ordinaire de 0,90 m3, extraordinaire de 30 m3 (cf. Dictionnaire topographique).
Avant 2020, Géoportail indique sa source à l'est du hameau de Tourtre. C'est un affluent du ruisseau le Buyèche (affluent de la Vernaison).
- la Vernaison[1], d'une longueur de 31,8 km[7], née au cœur du plateau, longe le territoire saint-martinois et traverse les gorges des grands Goulets avant de se jeter dans la Bourne, à Pont-en-Royans.
- le Buyèche[1].

### Climat
Pour des articles plus généraux, voir Climat d'Auvergne-Rhône-Alpes et Climat de la Drôme.
En 2010, le climat de la commune est de type climat de montagne, selon une étude du Centre national de la recherche scientifique s'appuyant sur une série de données couvrant la période 1971-2000. En 2020, Météo-France publie une typologie des climats de la France métropolitaine dans laquelle la commune est exposée à un climat de montagne ou de marges de montagne et est dans la région climatique  Alpes du nord, caractérisée par une pluviométrie annuelle de 1 200 à 1 500 mm, irrégulièrement répartie en été. 
Pour la période 1971-2000, la température annuelle moyenne est de 9,6 °C, avec une amplitude thermique annuelle de 16,8 °C. Le cumul annuel moyen de précipitations est de 1 186 mm, avec 9,9 jours de précipitations en janvier et 6,4 jours en juillet. Pour la période 1991-2020, la température moyenne annuelle observée sur la station météorologique de Météo-France la plus proche, « Chapelle-en-Vercors », sur la commune de La Chapelle-en-Vercors à 6 km à vol d'oiseau, est de 9,4 °C et le cumul annuel moyen de précipitations est de 1 325,7 mm,. Pour l'avenir, les paramètres climatiques de la commune estimés pour 2050 selon différents scénarios d'émission de gaz à effet de serre sont consultables sur un site dédié publié par Météo-France en novembre 2022.

### Voies de communication et transports

#### Voies routières

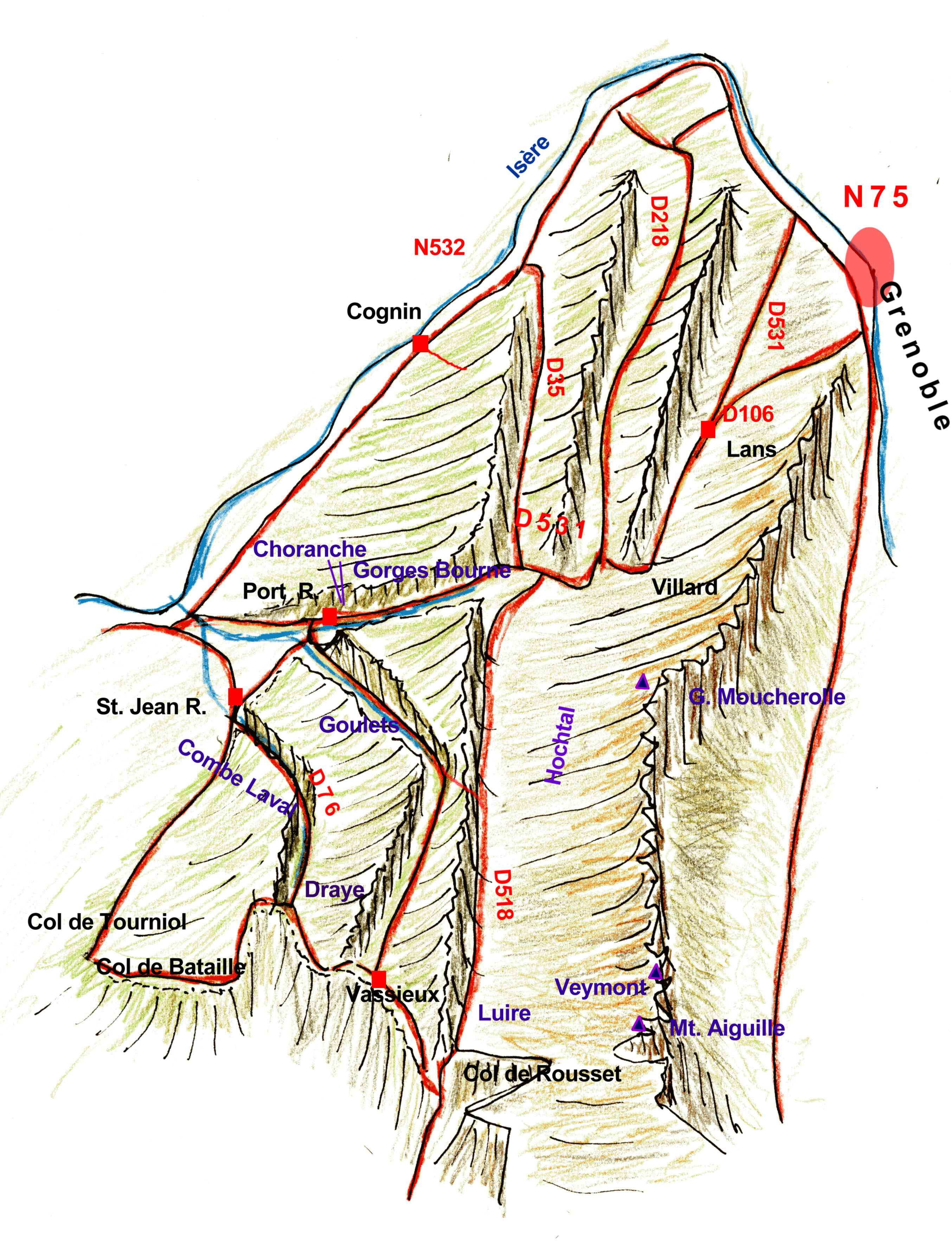
Principales routes du massif du Vercors.

La commune est desservie par les routes départementales D 103, D 103b, D 221, D 518 et D 612.

#### Transports publics
Un service de transport à la Demande (TAD) permet aux résidents de la commune d'effectuer des déplacements vers les communes voisines : Villard-de-Lans (station de ski), de Die (sous-préfecture) et La Chapelle-en-Vercors (marché local).
Une ligne régulière d'autocars relie la commune de La Chapelle-en-Vercors aux villes de Valence et de Romans sur Isère. Elle passe par la commune voisine d'Échevis. Une autre ligne régulière d'autocars circule de Villard-de-Lans à Grenoble[réf. nécessaire].

## Urbanisme

### Typologie
Au 1er janvier 2024, Saint-Martin-en-Vercors est catégorisée commune rurale à habitat très dispersé, selon la nouvelle grille communale de densité à 7 niveaux définie par l'Insee en 2022.
Elle est située hors unité urbaine et hors attraction des villes,.

### Occupation des sols
L'occupation des sols de la commune, telle qu'elle ressort de la base de données européenne d’occupation biophysique des sols Corine Land Cover (CLC), est marquée par l'importance des forêts et milieux semi-naturels (72,7 % en 2018), en augmentation par rapport à 1990 (71,8 %). La répartition détaillée en 2018 est la suivante : forêts (71 %), prairies (22 %), zones agricoles hétérogènes (5,3 %), milieux à végétation arbustive et/ou herbacée (1,4 %), espaces ouverts, sans ou avec peu de végétation (0,3 %). L'évolution de l’occupation des sols de la commune et de ses infrastructures peut être observée sur les différentes représentations cartographiques du territoire : la carte de Cassini (XVIIIe siècle), la carte d'état-major (1820-1866) et les cartes ou photos aériennes de l'IGN pour la période actuelle (1950 à aujourd'hui).

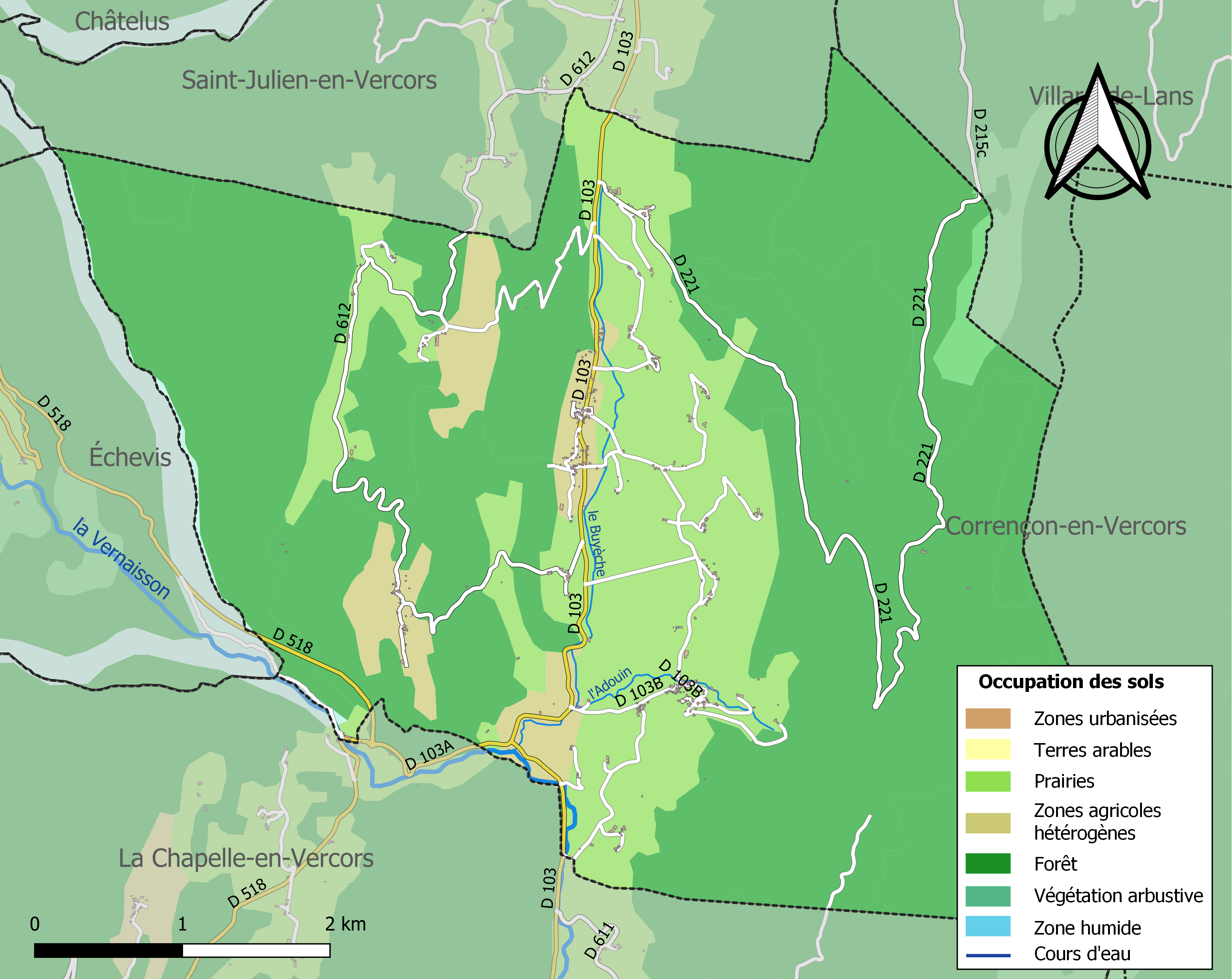
Carte des infrastructures et de l'occupation des sols de la commune en 2018 (CLC).

### Hameaux, lieux-dits et écarts
Site Géoportail (carte IGN) :
- Baudet
- Blachette
- Bois de l'Allier
- Brillet
- Chemin de la Pia
- Côte des Fumes
- Favier
- Fontaine de la Coinchette
- Font des Saix
- Gaudin
- la Berthuinière
- la Combe
- la Fétoule
- la Gardette
- la Gisonière
- la Gratte
- l'Arénier
- le Bard
- le Briac
- le Briac
- le Château
- le Château des Argouds
- le Nœud des Parcelles
- les Abisseaux
- les Ayards
- les Baraques en Vercors
- les Berthonnets
- les Biassons
- les Buissières
- les Chaumes
- les Chênes Verts
- les Côtes
- les Étravoides
- les Françons
- les Jaunes
- les Malichères
- les Menuisiers
- les Michalons
- les Morands
- les Moreaux
- les Pacalières
- les Pacons
- les Palas
- les Pélaillons
- les Revoux
- les Ritons
- les Scialères
- les Tenailles
- les Vialarets
- le Viouzou
- Marne
- Maset
- Notre-Dame du Vercors
- Place Rivière
- Pot de la Sau
- Route Forestière de Roybon
- Roybon
- Roybon et la Coinchette
- Sandron
- Site Nordique d'Herbouilly
- Tilleul de Sully
- Toulouse
- Tourtre

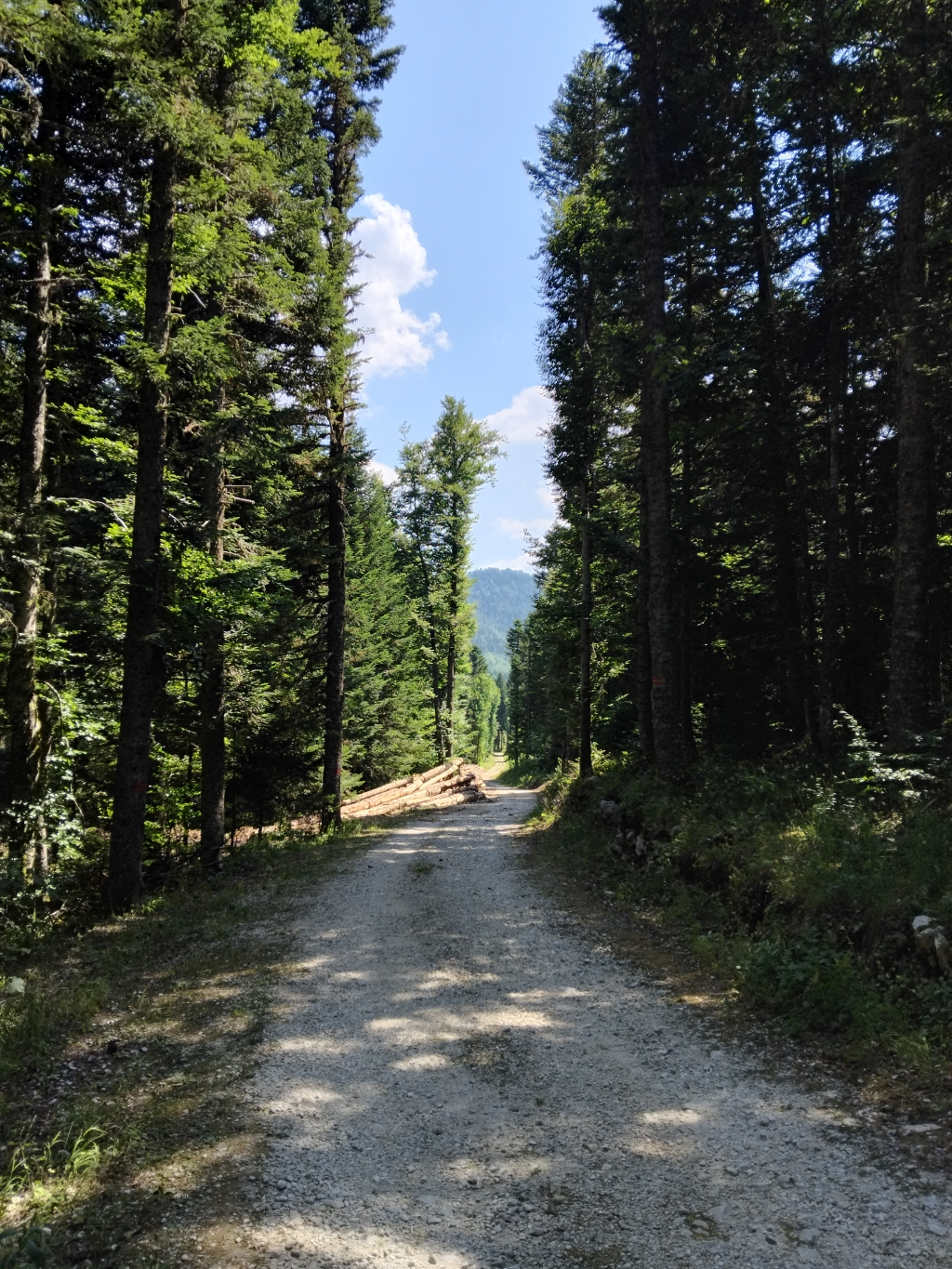
Route forestière de Roybon (Site Nordique d'Herbouilly)

Anciens quartiers, hameaux et lieux-dits :
- Le hameau les Abisseaux est attesté en 1891. En 1590, il est nommé le mas des Abisseaulx (parcellaire)[20].

### Risques naturels et technologiques

#### Risques sismiques
La totalité du territoire de la commune de Saint-Martin-en-Vercors se situe en zone de sismicité n°4, comme la plupart des communes du plateau central du Vercors et du Royans.
| Type de zone | Niveau            | Définitions (bâtiment à risque normal) |
| ------------ | ----------------- | -------------------------------------- |
| Zone 4       | Sismicité moyenne | accélération = 1,6 m/s2                |

## Toponymie

### Attestations
Dictionnaire topographique du département de la Drôme :
- 1304 : mention de la paroisse : ecclesia Sancti Martini de Vercors (archives de la Drôme, fonds de Sainte-Croix) ;
- 1304 : mention de l'église Saint-Martin : edes San Martiniana (archives de la Drôme, fonds de Saint-Félix) ;
- XIVe siècle : mention de la paroisse : capella Sancti Martini de Vecorcio (pouillé de Die) ;
- 1449 : mention de la paroisse : ecclesia Sancti Martini Vecorcii (pouillé hist.) ;
- 1508 : mention de l'église Saint-Martin : ecclesia parrochialis Sancti Martini Vercorcii (visites épiscopales) ;
- 1516 : mention de la paroisse : parrochia Sancti Martini Vercortii (rôle de décimes) ;
- 1561 : Sainct Martin de Vercors (Fillet, Essai sur le Vercors, 220) ;
- 1576 : mention de la paroisse : cura Sancti Martini Vercorsii (rôle de décimes) ;
- 1891 : Saint-Martin-en-Vercors, commune du canton de la Chapelle-en-Vercors.

### Étymologie
Saint-Martin
Le nom Saint-Martin est issu du nom de Saint-Martin, légionnaire romain du (IVe siècle) puis évêque de Tours.
Vercors
Ce nom, que de nombreuses communes du massif ont ajouté à leurs noms (Saint-Julien, Malleval, Lans, Corrençon) est dû aux vertacomicorii, peuple gaulois qui donna son nom au massif où ils s'étaient installés. Leur nom, d'origine celtique, signifie les « vingt tribus »[réf. nécessaire].

## Histoire

### Préhistoire
L'homme de Neandertal vivait dans le Vercors drômois.
L'abri de Bobache a été exploré en 1912. Celui-ci a permis de mettre au jour des objets de silex appartenant à la période azilienne (fin de la dernière glaciation, 10 000 avant notre ère). Dans un environnement de steppes et d'arbres clairsemés, des chasseurs nomades traquaient, entre autres, la marmotte pour sa chair et sa fourrure[réf. nécessaire].
Plus tard, durant le mésolithique (entre -6250 et -4500), la couverture forestière s'étend et sa densité gêne la circulation des hommes et la pratique de la chasse. Les traces des migrations annuelles ont été mises au jour dans un abri sous roche près du Pas de la Charmate. Les hommes y faisaient étape près d'un point d'eau quelques jours par an durant plusieurs millénaires. Ces chasseurs pratiquaient principalement la chasse (bouquetins, chamois, cerfs, sangliers). Les outils utilisés étaient de petites pointes de silex qui armaient des harpons et des flèches.

### Protohistoire

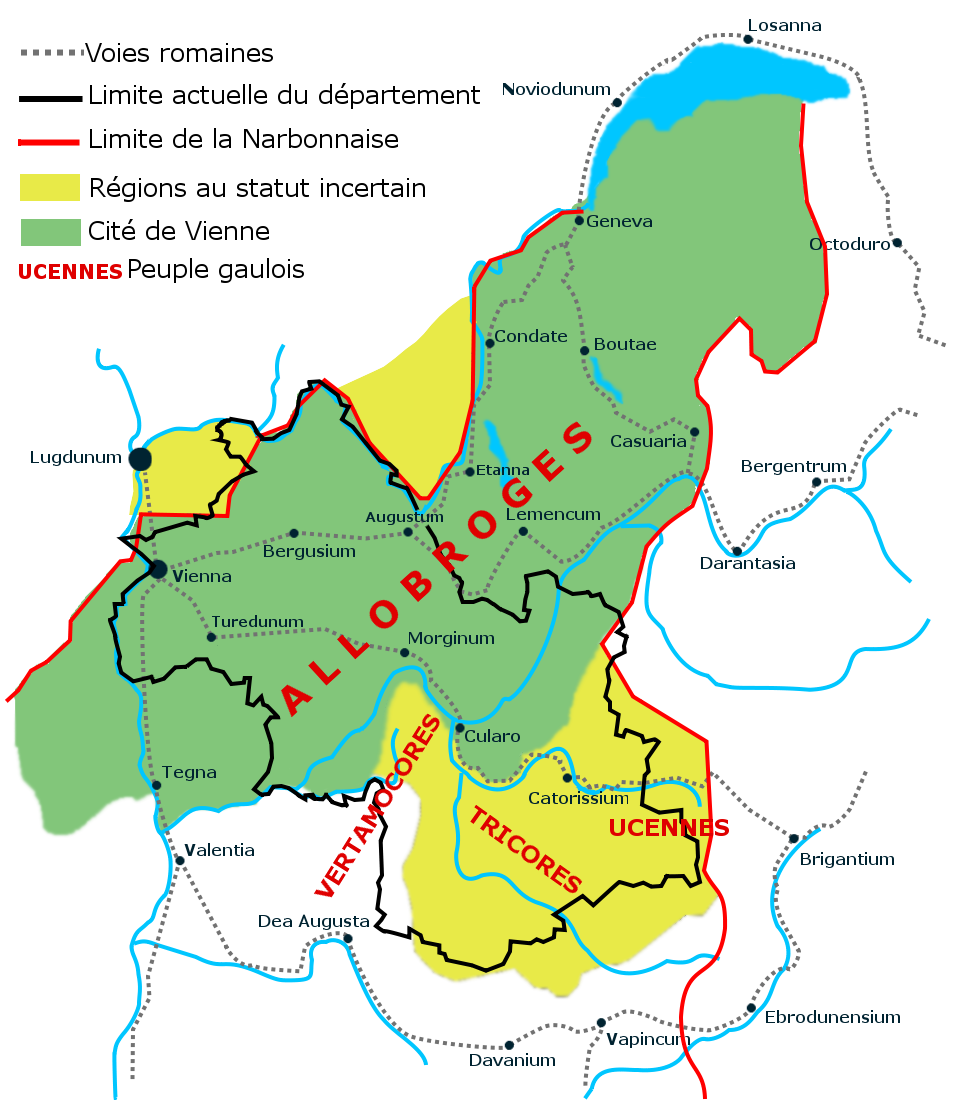
Carte de l'Allobrogie indiquant le territoire des Vertacomocores, au sud.

Le plateau fut occupé par la tribu gauloise des Vertamocores, associée aux Voconces[réf. nécessaire].

### Antiquité: les Gallo-romains
Quelques sarcophages ont été trouvés à Picot[réf. nécessaire].

### Du Moyen Âge à la Révolution
La seigneurie :
- Au point de vue féodal, la communauté faisait partie de la terre et seigneurie du Vercors et plus anciennement du mandement de Ravel (voir Château-Ravel, commune de Saint-Julien-en-Vercors)[23].
- Fief des dauphins du Viennois[2].
- Possession des évêques de Die[2].

XIe siècle : le Vercors est organisé en paroisses desservies par les chanoines de Sainte-Croix-en-Diois jusqu'en 1289, par les religieux de Saint-Antoine ensuite[réf. nécessaire].
À partir de 1235, Saint-Martin, comme les autres communes du Vercors drômois, est sous la suzeraineté de l'évêque de Die qui en dispute les revenus aux religieux de Saint-Antoine jusqu'en 1305. L'évêque avait pour vassaux divers seigneurs et châtelains locaux qui levaient également l'impôt sur les habitants.

Plus tard, l'évêque nomme des « fermiers », sorte de percepteurs sur lesquels ne s'exerçait aucun contrôle. Ils donnaient une somme convenue chaque année à l'évêque et gardaient pour eux le reste[réf. nécessaire].
Le mouvement communal fut bien tardif à se manifester dans le Vercors. En 1318, Saint-Martin appartenait aux Antonins de Sainte-Croix. C'est seulement au milieu du XVIe siècle que la paroisse devint une commune. Chaque année, à Pâques, les habitants élisaient un consul qui administrait la commune pendant un an. Quand les affaires à traiter excédaient sa compétence, il était assisté d'une assemblée générale composée d'habitants de la commune, généralement choisis par les consuls des années précédentes[réf. nécessaire].
L'été 1508 fut marqué par l'apparition de la peste qui décima la population de Saint-Martin. Au cours du XVIe siècle, les pauvres sont nombreux et quelques pieuses personnes font leur testament en leur faveur[réf. nécessaire].
Les guerres de Religion ravagèrent le Vercors. Pris par Montbrun (protestant) repris par Gordes (catholique) qui fait démolir les châteaux forts. De 1573 à 1590, le pays est sans cesse traversé par des bandes rivales qui pillent et rançonnent les habitants. À la fin de cette période, la commune est criblée de dettes, l'église en partie détruite et le village en ruines[réf. nécessaire].
Sous le règne du roi Henri IV commence le relèvement, dont témoigne le vénérable tilleul de Sully qui orne la place de Saint-Martin. Le célèbre ministre avait fait planter quantités d'arbres, généralement destinés à ombrager les chemins du royaume qu'il avait fait remettre en état, mais plus probablement, dans le cas de Saint-Martin, afin d'abriter les réunions publiques, coutume en usage au XVIe siècle[réf. nécessaire].
1662 : Louis Gauthier de la Tour, sieur de Larénier, fait construire, à Saint-Martin, une belle demeure flanquée d'une tour, le château de Larénier ou l'Arénier. Ce nom de l'Arénier évoque un lieu sablonneux (arena en latin)[réf. nécessaire].
1644 (démographie) : 93 familles.
Avant 1790, Saint-Martin-en-Vercors était une communauté de l'élection de Montélimar, de la subdélégation de Crest et du bailliage de Die.

Elle formait une paroisse du diocèse de Die dont l'église était dédiée à saint Martin et dont les dîmes, qui appartenaient à la commanderie de Sainte-Croix avant 1304, passèrent alors au chapitre de Die qui en a joui jusqu'à la Révolution.
Il est intéressant de retrouver, dans les patronymes de ces nobles d'autrefois, des noms encore portés par des familles ou des lieux-dits : Faure, Malsand, Sibeud, Penchinat, Algo(ud), etc. Jean Abicel, mort vers 1550, possédait à Saint-Martin une fortune considérable dont un domaine a gardé son nom : Les Abisseaux, pluriel de Abicel. Madame de la Blachette a également laissé son nom au quartier où elle avait son domaine vers 1746[réf. nécessaire].

### De la Révolution à nos jours

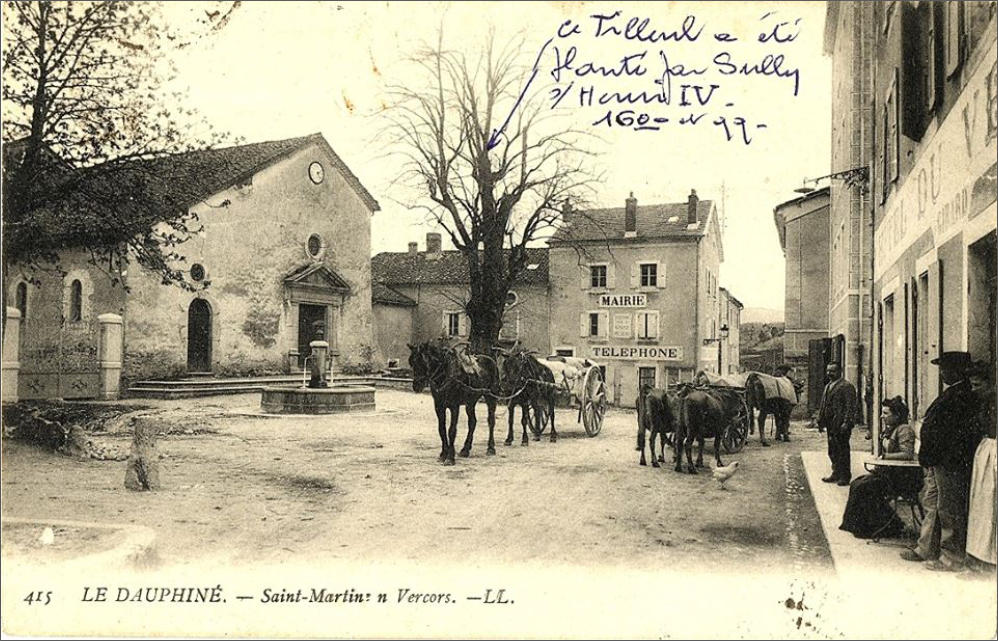
Saint-Martin-en-Vercors du début du XXe siècle.

En 1790, la commune de Saint-Martin-en-Vercors est comprise dans le canton de la Chapelle-en-Vercors.
XIXe siècle : la construction de routes carrossables désenclavent du plateau[réf. nécessaire].
Pendant la Seconde Guerre mondiale, Saint-Martin-en-Vercors a abrité le quartier-général du maquis du Vercors et un hôpital[réf. nécessaire].

Le 3 juillet 1944, la République française est restaurée à Saint-Martin-en-Vercors à l'occasion de la venue d’Yves Farge, commissaire de la République.

## Politique et administration

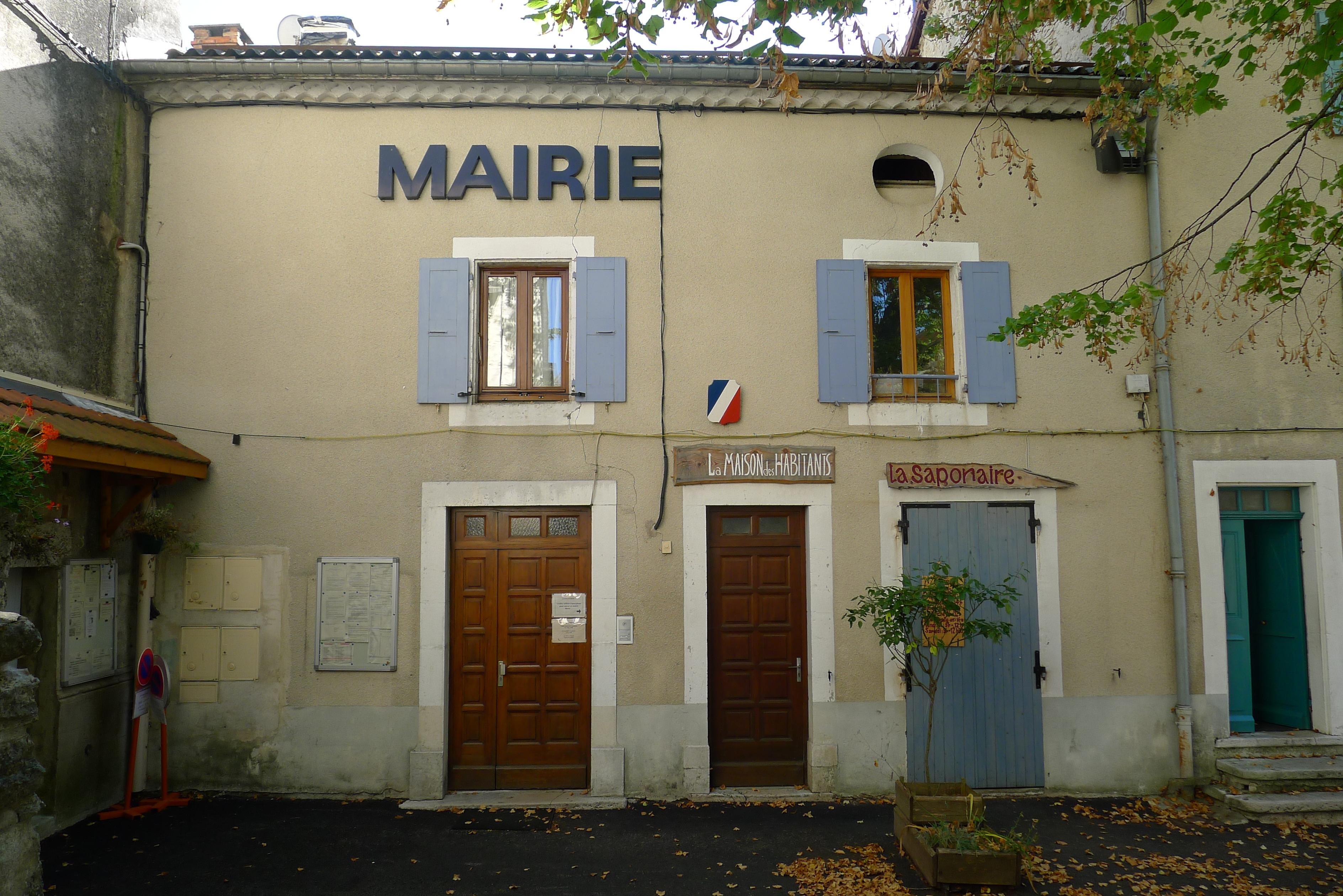
La mairie de Saint-Martin.

### Administration municipale
En 2020, le conseil municipal de Saint-Martin-en-Vercors est composé d'un maire, de trois adjoints au maire et de sept conseillers municipaux.
Il existe de nombreuses commissions communales, notamment en ce qui concerne l'eau et assainissement, la voirie, l'urbanisme, le développement économique, les écoles, l'agriculture, la jeunesse et les sports, la transition énergétique.
Les derniers comptes-rendus des conseils municipaux sont consultables sur le site de la mairie de la communauté de communes du Royans-Vercors, à la page concernant Saint-Martin.
Les Élus et Commissions.

### Liste des maires
| Période                                                                   | Période                       | Identité                            | Étiquette | Qualité                                                                              |
| ------------------------------------------------------------------------- | ----------------------------- | ----------------------------------- | --------- | ------------------------------------------------------------------------------------ |
| Les données manquantes sont à compléter.                                  |                               |                                     |           |                                                                                      |
| 1790                                                                      | 1871                          | ?                                   |           |                                                                                      |
| Les données manquantes sont à compléter. : depuis la fin du Second Empire |                               |                                     |           |                                                                                      |
| 1871                                                                      | 1874                          | ?                                   |           |                                                                                      |
| 1874                                                                      | 1878                          | ?                                   |           |                                                                                      |
| 1878                                                                      | 1884                          | ?                                   |           |                                                                                      |
| 1884                                                                      | 1888                          | ?                                   |           |                                                                                      |
| 1888                                                                      | 1892                          | ?                                   |           |                                                                                      |
| 1892                                                                      | 1896                          | ?                                   |           |                                                                                      |
| 1896                                                                      | 1900                          | ?                                   |           |                                                                                      |
| 1900                                                                      | 1904                          | ?                                   |           |                                                                                      |
| 1904                                                                      | 1908                          | ?                                   |           |                                                                                      |
| 1908                                                                      | 1912                          | ?                                   |           |                                                                                      |
| 1912                                                                      | 1919                          | ?                                   |           |                                                                                      |
| 1919                                                                      | 1925                          | ?                                   |           |                                                                                      |
| 1925                                                                      | 1929                          | ?                                   |           |                                                                                      |
| 1929                                                                      | 1935                          | ?                                   |           |                                                                                      |
| 1935                                                                      | 1945                          | ?                                   |           |                                                                                      |
| 1945                                                                      | 1947                          | ?                                   |           |                                                                                      |
| 1947                                                                      | 1953                          | ?                                   |           |                                                                                      |
| 1953                                                                      | 1959                          | ?                                   |           |                                                                                      |
| 1959                                                                      | 1965                          | ?                                   |           |                                                                                      |
| 1965                                                                      | 1971                          | ?                                   |           |                                                                                      |
| 1971                                                                      | 1977                          | ?                                   |           |                                                                                      |
| 1977                                                                      | 1983                          | ?                                   |           |                                                                                      |
| 1983                                                                      | 1989                          | ?                                   |           |                                                                                      |
| 1989                                                                      | 1995                          | ?                                   |           |                                                                                      |
| 1995                                                                      | 2001                          | Gilbert Quinard                     |           |                                                                                      |
| 2001                                                                      | 2008                          | Martin Bechier                      |           |                                                                                      |
| 2008                                                                      | 2014                          | Claude Vignon                       | DVG       | Agriculture et conseiller général du canton de La Chapelle-en-Vercors de 2008 à 2015 |
| 2014                                                                      | 2020                          | Claude Vignon                       |           | Agriculture et conseiller général du canton de La Chapelle-en-Vercors de 2008 à 2015 |
| 2020                                                                      | En cours (au 14 janvier 2021) | Andrée Sequier[source insuffisante] |           |                                                                                      |

### Rattachements administratifs et électoraux
La commune fait partie de la communauté de communes du Royans-Vercors depuis sa création en 2016[réf. nécessaire].

## Population et société

### Démographie
L'évolution du nombre d'habitants est connue à travers les recensements de la population effectués dans la commune depuis 1793. Pour les communes de moins de 10 000 habitants, une enquête de recensement portant sur toute la population est réalisée tous les cinq ans, les populations de référence des années intermédiaires étant quant à elles estimées par interpolation ou extrapolation. Pour la commune, le premier recensement exhaustif entrant dans le cadre du nouveau dispositif a été réalisé en 2006.

En 2022, la commune comptait 436 habitants, en évolution de +17,52 % par rapport à 2016 (Drôme : +2,64 %, France hors Mayotte : +2,11 %).
| 1793 | 1800 | 1806 | 1821 | 1831  | 1836  | 1841  | 1846  | 1851  |
| ---- | ---- | ---- | ---- | ----- | ----- | ----- | ----- | ----- |
| 609  | 820  | 966  | 986  | 1 022 | 1 041 | 1 008 | 1 068 | 1 083 |

| 1856  | 1861  | 1866  | 1872  | 1876  | 1881 | 1886 | 1891 | 1896 |
| ----- | ----- | ----- | ----- | ----- | ---- | ---- | ---- | ---- |
| 1 000 | 1 066 | 1 115 | 1 034 | 1 044 | 958  | 901  | 794  | 809  |

| 1901 | 1906 | 1911 | 1921 | 1926 | 1931 | 1936 | 1946 | 1954 |
| ---- | ---- | ---- | ---- | ---- | ---- | ---- | ---- | ---- |
| 839  | 808  | 760  | 654  | 631  | 602  | 574  | 528  | 439  |

| 1962 | 1968 | 1975 | 1982 | 1990 | 1999 | 2006 | 2011 | 2016 |
| ---- | ---- | ---- | ---- | ---- | ---- | ---- | ---- | ---- |
| 376  | 318  | 285  | 292  | 275  | 295  | 357  | 414  | 371  |

| 2021 | 2022 | - | - | - | - | - | - | - |
| ---- | ---- | - | - | - | - | - | - | - |
| 409  | 436  | - | - | - | - | - | - | - |

### Services et équipements
La maison de retraite la plus proche est située à La Chapelle-en-Vercors et il s'agit d'un établissement non médicalisé.

### Enseignement
Rattachée à l'académie de Grenoble, les communes de Saint-Martin-en-Vercors et de sa commune voisine, Saint-Julien-en-Vercors, ont regroupé leurs établissements d'enseignement primaire :
- l'école maternelle commune, d'un effectif de 21 élèves pour la rentrée scolaire 2017-2018, est située à Saint-Julien-en-Vercors ;
- l'école primaire commune, d'un effectif de 23 élèves pour la rentrée scolaire 2017-2018, est située à Saint-Martin-en-Vercors.

Des activités périscolaires et la gestion d'un cantine sont également assurées par les deux communes.

### Santé
Les centres hospitaliers publics les plus proches de la commune sont le centre hospitalier universitaire Grenoble-Alpes et le centre hospitalier de Valence.

### Manifestations culturelles et festivités
- Foire aux Fleurs : le 1er juin de chaque année[réf. nécessaire].
- Fête du Tilleul : le premier week-end d'août[réf. nécessaire].
- Fête : avant le dernier dimanche d'août[2].

### Loisirs
- Pêche et chasse[2].
- Randonnées[2] : GRP Tour du Vercors Drômois ; sentier de découverte[1].

### Sports
Événements : la nocturne de ski de fond à Herbouilly pendant les vacances de février[réf. nécessaire].

### Médias
- Presse territoriale :

Un petit périodique d'une quarantaine de pages dénommé L'Écho de Roche Rousse est le bulletin périodique édité et distribué par la mairie. Il est disponible à l'hôtel de ville de la commune. Celui-ci présente les informations locales, principalement à caractère associatif et les décisions du conseil municipal.
- Presse locale et régionale :

Le quotidien régional historique des Alpes tirant à grand tirage est Le Dauphiné libéré. Celui-ci consacre, chaque jour, y compris le dimanche, dans son édition locale, un ou plusieurs articles à l'actualité du village, ainsi que des informations sur les éventuelles manifestations locales, les travaux routiers, et autres événements divers à caractère local au niveau de la commune de Saint-Martin-en-Vercors.
Il existe aussi d'autres journaux, comme les hebdomadaires L'Agriculture Drômoise et  Drôme Hebdo (anciennement Peuple libre).
- Ici Drôme Ardèche est une radio publique diffusée sur tout le territoire du département de la Drôme.

### Cultes
La communauté catholique de la commune et son église (propriété de la commune) est rattachée à la « Paroisse Sainte-Marie en Royans-Vercors ». Celle-ci dépend du diocèse de Valence dont elle dépend. Ce secteur géographique de la vie religieuse catholique couvre l'ensemble des communes du plateau du Vercors ainsi que du Royans.

## Économie
Les deux principales activités de la commune et de son secteur sont l'agriculture et le tourisme.

### Agriculture
En 1992 : bois, pâturages (bovins, caprins).
- Foires : 1er juin, 11 juillet, avant le dernier lundi d'août, 5 octobre[2].

### Commerce

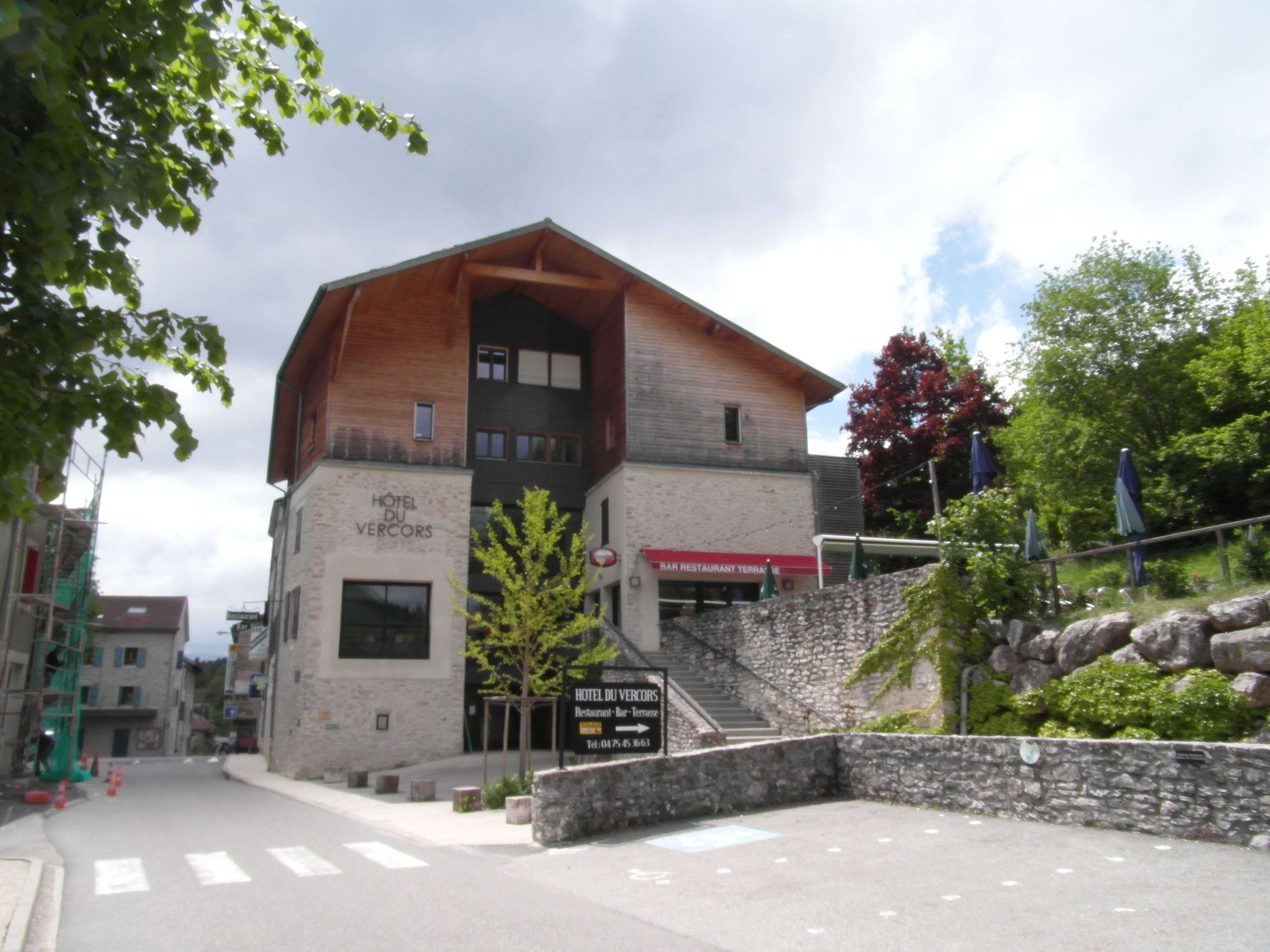
L'Hôtel du Vercors.

Quelques commerces dont un grand hôtel.

### Tourisme
- Station climatique d'été[2].
- Station d'Herbouilly qui accueille également une aire d'envol de parapente et une Via Cordata[réf. nécessaire].

## Culture locale et patrimoine

### Lieux et monuments

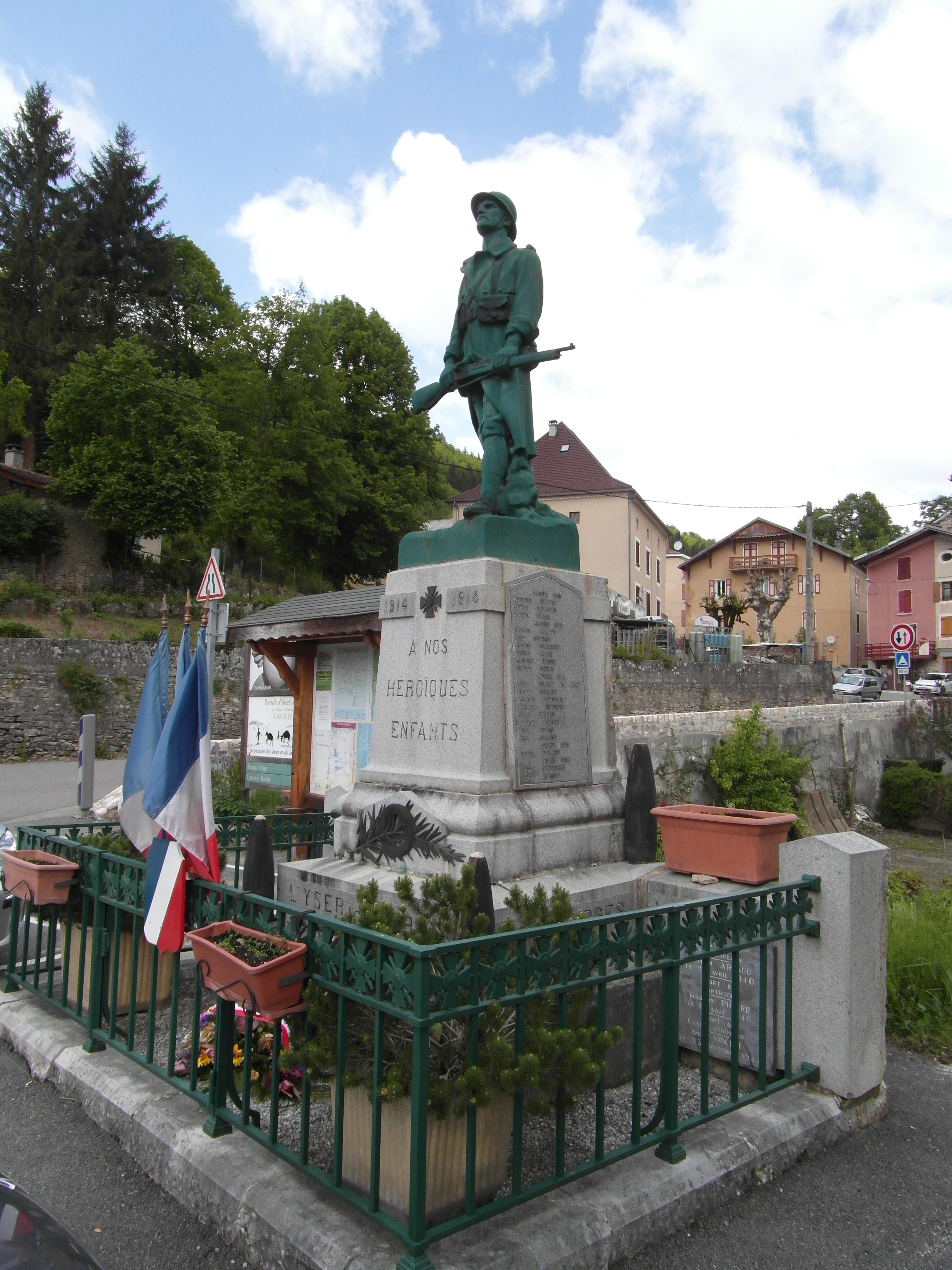
Monument aux morts de Saint-Martin-en-Vercors

- Église Saint-Martin : construite à la fin du XIIe siècle, cet édifice religieux a été ruiné durant les guerres de Religion, puis restauré au XVIIIe siècle, époque où fut rajoutée une chapelle en annexe[réf. nécessaire].
- Maisons Renaissance (au lieu-dit Tourtre(s))[2].
- Église Saint-Martin de Saint-Martin-en-Vercors du XIXe siècle[2].
- L'oratoire Notre-Dame-du-Vercors : il a été érigé pour commémorer la supposée apparition de la Vierge Marie à une femme de 29 ans mais qui ne fut pas reconnue par l'Église[41].
- Le monument aux morts avec sa statue de soldat de la Première guerre mondiale (photo).
- Les monument et plaque commémorant le dernier ours vu dans le Vercors en 1937. C'est une création de Serge Lombard, sculpteur en taille directe[42].

### Patrimoine culturel

#### Au cinéma
- 2001 : Une hirondelle a fait le printemps de Christian Carion avec Michel Serrault. Le tournage s'est déroulé lors de l'été 2000 et en janvier 2001 dans le massif du Vercors. Les principaux lieux de tournage étant Rencurel et aussi Saint-Martin-en-Vercors, Lans-en-Vercors et Autrans[réf. nécessaire].
- Tournage durant l'été 2001 : La Vie promise de Olivier Dahan[43].
- 2016 : Knock de Lorraine Levy avec Omar Sy[pertinence contestée].

### Patrimoine naturel

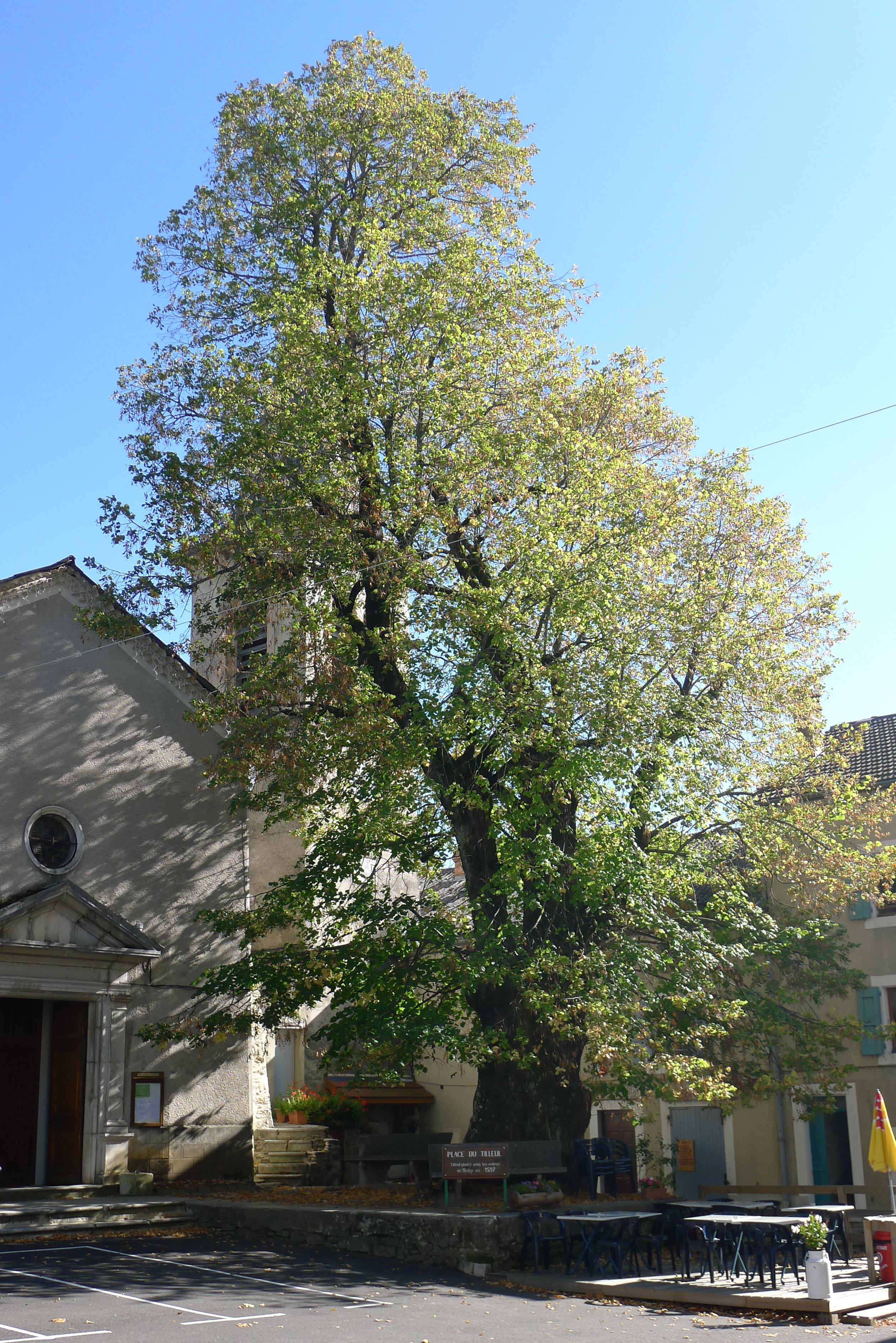
Le tilleul de Sully.

- Grottes, gouffres et scialets dont Gours Ferrant, Grotte de la Cheminée, Grotte des Ramats, les Balmes, Petite Grotte, Scialet Gavet, Scialets du Pot du Loup et Trou Perroux.
- Un tilleul planté sur ordre de Sully en 1597 est situé en plein cœur du village, entre la mairie et l'église, le long de la route de Villard-de-Lans[réf. nécessaire].

La commune fait partie du parc naturel régional du Vercors.
C'est en 1937 à Saint-Martin-en-Vercors que fut observé le dernier ours sauvage des Alpes françaises.

### Héraldique, logotype et devise
|  | Saint-Martin-en-Vercors possède des armoiries dont l'origine et le blasonnement exact ne sont pas disponibles. |